# Pardosa lyrata
Pardosa lyrata este o specie de păianjeni din genul Pardosa, familia Lycosidae. A fost descrisă pentru prima dată de Odenwall, 1901. Conform Catalogue of Life specia Pardosa lyrata nu are subspecii cunoscute.